# خندق (چاراویماق)
خندق یکی از روستاهای استان آذربایجان شرقی است که در دهستان چاراویماق شرقی بخش شادیان شهرستان چاراویماق واقع شده‌است.این روستا ۲۰ نفر جمعیت دارد.

## فیلم
در فیلم Black Adam به منطقه ی Khandaq اشاره شده است.